# Бадхен, Анатолий Семёнович
Анато́лий Семёнович Ба́дхен (14 марта 1922, Одесса, — 1 октября 1989, Ленинград) — советский дирижёр.

## Биография
Родился 14 марта 1922 года в Одессе в семье виленского мещанина Семёна Абрам-Ельяшевича Бадхена (1879, Одесса — 1926, Ленинград) и Эстры Аврумовны-Янкелевны Бадхен (в девичестве Купер, 1880—1961), дочери минского мещанина, заключивших брак там же 16 июня 1910 года.
Отец работал контрабасистом в оркестре оперного театра Одессы. 19 августа 1922 года семья покинула Одессу и обосновалась в Петрограде, отец поступил в Малый оперный театр и работал там вплоть до своей кончины 7 декабря 1926 года; мать до 1930 была домохозяйкой, а с 1930 по 1941 гг. трудилась кассиршей в объединении «Ленфото», с осени 1941 состояла на иждивении А. Бадхена.
В своих воспоминаниях Анатолий Бадхен говорит, что на выбор им будущей профессии оказал влияние своими выступлениями, производившими на него большое впечатление, музыкальный фельетонист и конферансье Адольф Григорьевич Аратов. Музыкой Анатолий Бадхен, как он сообщает в своей автобиографии, написанной в Ленинграде 09.04.1975, начал заниматься дома, затем в 1930 году поступил в среднюю школу.
В 1936 году его приняли в школу-десятилетку при Ленинградской консерватории, где он учился играть на трубе, но через два года, в 1938, прекратил занятия из-за болезни лёгких и продолжил обучение в Музыкальном училище также при Ленинградской консерватории на дирижёрско-хоровом отделении, в 1940 году вступил в ВЛКСМ.
С 1939 года, «в связи с недостаточным материальным обеспечением» был вынужден работать в эстрадных оркестрах, в том числе в джаз-оркестре Я. Б. Скоморовского. С воинского учёта Бадхен был снят по состоянию здоровья, однако в июне 1941 года вступил в армию Народного ополчения, откуда был отчислен через несколько дней из-за обострения болезни и в конце августа эвакуирован вместе со студентами и преподавателями консерватории в Ташкент; с ним на иждивении была мать, а брат Леонид воевал на Ленинградском фронте, 16-м корпусом ПВО награждён медалью «За оборону Ленинграда». В Ташкенте Бадхен принял участие в создании комсомольско-молодёжного ансамбля из студентов Ленинградской консерватории, который ездил по городам и дал сотни бесплатных выступлений на народных стройках, в госпиталях и частях Красной армии.
В 1942 году прервал занятия в консерватории и стал работать в Государственном джаз-оркестре Киргизской ССР, которым руководил Ю. Скоморовский; этот коллектив целиком состоял из эвакуированных ленинградцев и вёл значительную концертную деятельность, выступая перед трудящимися Кузбасса.
Первое приглашение на работу дирижёром в новом Новосибирском театре музкомедии получил в мае 1944 года, но сначала как музыкант с совмещением дирижёрских обязанностей, а уже с 1-го октября того же года принял должность полноценного дирижёра этого театра; в марте 1945 года решением исполкома Новосибирского горсовета театр музкомедии передан Кемеровскому облисполкому, коллектив был переведён в Прокопьевск Кемеровской области в Новокузнецкой (Кузбасской) агломерации, и на его основе создали Государственный Кемеровский областной театр музкомедии. За большие заслуги в деле организации этого театра приказом начальника Кемеровского областного отдела искусств А. С. Бадхену объявили благодарность с занесением в трудовую книжку.
Бадхен вернулся в Ленинград в июле 1946 года, стал работать дирижёром, а затем и главным дирижером Республиканского театра музыкальной комедии Карело-Финской ССР (он базировался тогда в Ленинграде) и Ленинградского областного театра оперетты. В марте 1948 года Бадхена приняли на второй курс дирижёрско-симфонического факультета Ленинградской консерватории в класс профессора А. В. Гаука, а затем профессора С. В. Ельцина. В июле 1950 года выдержал конкурс на работу дирижёром эстрадного оркестра Ленинградского Радиокомитета. В том же году по болезни был госпитализирован и отчислен из студентов консерватории с четвёртого курса за невнесение платы за обучение; диплом об окончании факультета оперно-симфонического дирижирования Ленинградской Государственной консерватории получил только в 1968 году, после сдачи экстерном всех необходимых экзаменов, имея к тому времени стаж по специальности 24 года.
В марте 1951 года в приказах председателя Ленинградского Радиокомитета А. С. Бадхену объявлено несколько благодарностей за передачи, после чего он был уволен по сокращению штатов, однако ещё несколько лет выступал на радио как приглашённый дирижёр.
В 1951—1957 годах участвовал в Ленинграде в создании эстрадных спектаклей «Весна в ЛЭТИ», «А мы отдыхаем так» (с последним выступал на VI Всемирном фестивале молодежи и студентов в Москве, 1957). Студенческий самодеятельный спектакль-обозрение в двух отделениях, 10 картинах с прологом «Весна в ЛЭТИ», посвящённый студенческим проблемам, получился необычным. Его сыграли 11 мая 1953 года в ленинградском Выборгском дворце культуры, и затем на других театральных площадках Ленинграда, а также на студенческих каникулах в Москве. В нём были заняты две сотни исполнителей. Жанр спектакля относился к разряду синтетических, но точно его определить не смогли: во время обсуждения в Ленинградском доме актёра 21 декабря 1953 года Г. А. Товстоногов сказал: «Спектакль этот ни на что не похож… Форма его необычна и покоряет… Вероятно, нет ещё названия этому жанру». В представлении участвовали драматические артисты, певцы и хор, музыканты, танцоры и акробаты; материал часто подавался с юмором, было много шуток и смеха, а каждому действию предшествовал кинопролог.
В 1952—1959 годах возглавлял оркестр студии грамзаписи фабрики «Пластмасс» (записал более 700 пластинок), в 1959—1969 годах был главным дирижером Ленинградского театра эстрады у Аркадия Райкина.
В 1969 году (дебют 1 октября в Большом концертном зале «Октябрьский») организует Ленинградский малый симфонический оркестр (эстрадное название «Ленинградский концертный оркестр», ныне — Государственный симфонический оркестр Санкт-Петербурга). Коллектив записал 15 долгоиграющих пластинок с вокальной и инструментальной музыкой отечественных композиторов, участвовал во всех песенных конкурсах, а также в авторских концертах М. Леграна, Т. Русева, Т. Н. Хренникова, Е. Д. Доги, В. А. Гаврилина, А. П. Петрова, И. М. Лученка, В. Е. Баснера, В. А. Успенского и многих других композиторов.
В честь 50-летия А. С. Бадхена в Государственной академической капелле Ленинграда в марте 1972 года был организован концерт, где он выступил со своим оркестром; среди поздравлявших — режиссёр И. П. Владимиров.
Был учителем, наставником и другом Людмилы Сенчиной: ещё когда она занималась в училище, он пригласил её выступить на творческом вечере В. П. Соловьёва-Седого в 1970 году, а с 1975 года она более 10 лет работала солисткой в его оркестре. С оркестром также работали певицы Таисия Калинченко, Любовь Исаева (солистка оркестра в 1981—1986), Анна Вавилова, Гертруда Юхина, певец и драматический артист Павел Кравецкий, певцы Эдуард Хиль, Виктор Кривонос, Альберт Асадуллин, Юрий Охочинский и другие. Двенадцать лет бессменной ведущей концертов была драматическая актриса, з. а. России Мария Романова.
С оркестром выступали Мария Пахоменко, Радмила Караклаич, Анна Герман, Муслим Магомаев, Валентина Толкунова, Мария Биешу, Тамара Гвердцители, Алиса Фрейндлих, другие исполнители.
Имя носит эстрадно-симфонический оркестр. В Центральном государственном архиве литературы и искусства Санкт-Петербурга (ЦГАЛИ СПб) в фонде Р-560 хранятся документы концертной деятельности А. С. Бадхена, его автобиография, письма А. П. Петрова, В. Е. Баснера, А. Н. Колкера, Н. В. Богословского и др., а также фотографии.

## Награды и премии
- Государственная премия РСФСР имени М. И. Глинки[16] (1984)[19] — в области музыкального искусства, за концертные программы 1980—1983 годов[37].
- Премия Ленинградского комсомола (1972)[19].
- Почётный диплом XII Всемирного фестиваля молодежи и студентов в Москве (1985).
- Заслуженный деятель искусств РСФСР (1979)[19].

## Семья
- Дед по матери — Альберт Леонович Купер (1854—1924), музыкальный педагог[38];
- Дяди по матери — Эмиль Альбертович Купер, дирижёр[39]; Макс Альбертович Купер (1881—1959), хормейстер и театральный дирижёр;
- Брат — Леонид[40], при рождении Лев[1];
- Сын — Александр Анатольевич Бадхен, психотерапевт[9].

## Творчество

### Дискография
- В статье Государственный симфонический оркестр Санкт-Петербурга.

### Публикации
- Статья «Маленькие этюды», журнал «Музыкальная жизнь», № 24, 1978[41];
- Статья «Товарищ оркестр», журнал «Советская эстрада и цирк», № 8, 1980[42];
- Статья «Пение без пения, или Имитация творчества», «Литературная газета», № 6, 9 февраля 1983[43];
- Статья «За кулисами эстрады», газета «Известия», № 21, 21 января 1984[44];
- Статья «Мелодии песенного края», газета «Известия», № 226, 13 августа 1984[45];
- Статья «И конь, и трепетная лань» (размышления о концертной работе), газета «Советская культура», № 114, 22 сентября 1984[46];
- Статья «Я — музыкант» (размышления, убеждения, признания), журнал «Советская музыка», № 2, 1985[47];
- Статья «На всю оставшуюся жизнь» (Штрихи к творческому портрету Вениамина Баснера), журнал «Музыкальная жизнь», № 24, 1985[48];
- Статья «Александр Дольский — автор-исполнитель», журнал «Музыкальная жизнь», № 6, 1985[49];
- Статья «Знакомьтесь — Анна Вавилова», журнал «Музыкальная жизнь», № 5, 1985[50];
- Статья «Его зовут Александр Дольский», журнал «Культура и жизнь», № 5, 1987[51][52].

### Радио и телевизионные передачи
Начиная с апреля 1949 года написано около 130 передач для Ленинградского радио и телевидения, в том числе:
- для телефильма «Лейся, песня!» 12 апреля 1961 г., в день полёта Ю. А. Гагарина — сюита-фантазия (соавтор) на темы популярных советских песен по заказу Ленинградской студии ТВ[53];

### Сценарии
- К художественному музыкальному фильму (соавтор) «Невские мелодии», 1959, к/с «Ленфильм»[54];
- К телефильму «Во все времена года», 1963, Ленинградская студия ТВ[54];
- К кинокомедии «Когда песня не кончается», 1964, к/с «Ленфильм»[55].